# Liga de Campeones LEN de waterpolo masculino 2018-19
La Liga de Campeones LEN de waterpolo masculino 2018-2019 es la 56.ª edición de la máxima competición europea de waterpolo masculino por equipos. El Olympiacos CFP fue el campeón de la edición anterior.

## Resultados

### Primera Ronda
- 11 equipos juegan en esta primera ronda.[1]

#### Grupo A
| Pos. | Equipo               | Pt | P.J. | P.G. | P.E. | P.P. | G.F. | C.C. |
| ---- | -------------------- | -- | ---- | ---- | ---- | ---- | ---- | ---- |
| 1    | BPM Sport Management | 15 | 5    | 5    | 0    | 0    | 72   | 28   |
| 2    | Pays d'Aix Natation  | 12 | 5    | 4    | 0    | 1    | 61   | 38   |
| 3    | Sportul Studenţesc   | 9  | 5    | 3    | 0    | 2    | 45   | 40   |
| 4    | Enka SK              | 6  | 5    | 2    | 0    | 3    | 32   | 48   |
| 5    | Dinamo Lviv          | 3  | 5    | 1    | 0    | 4    | 39   | 61   |
| 6    | Dinamo Tbilisi       | 0  | 5    | 0    | 0    | 5    | 27   | 61   |

- Jornada 1

| 13 de septiembre de 2018 | Enka SK | 5-11 | Pays d'Aix Natation |             |  |
|                          |         |      |                     | Árbitro(s): |  |

| 13 de septiembre de 2018 | BPM Sport Management | 14-3 | Dinamo Tbilisi |             |  |
|                          |                      |      |                | Árbitro(s): |  |

| 13 de septiembre de 2018 | Sportul Studenţesc | 9-4 | Dinamo Lviv |             |  |
|                          |                    |     |             | Árbitro(s): |  |

- Jornada 2

| 14 de septiembre de 2018 | Dinamo Tbilisi | 6-10 | Dinamo Lviv |             |  |
|                          |                |      |             | Árbitro(s): |  |

| 14 de septiembre de 2018 | BPM Sport Management | 13-8 | Pays d'Aix Natation |             |  |
|                          |                      |      |                     | Árbitro(s): |  |

| 14 de septiembre de 2018 | Sportul Studenţesc | 10-6 | Enka SK |             |  |
|                          |                    |      |         | Árbitro(s): |  |

- Jornada 3

| 14 de septiembre de 2018 | BPM Sport Management | 22-8 | Dinamo Lviv |             |  |
|                          |                      |      |             | Árbitro(s): |  |

| 14 de septiembre de 2018 | Enka SK | 10-7 | Dinamo Tbilisi |             |  |
|                          |         |      |                | Árbitro(s): |  |

| 14 de septiembre de 2018 | Sportul Studenţesc | 7-12 | Pays d'Aix Natation |             |  |
|                          |                    |      |                     | Árbitro(s): |  |

- Jornada 4

| 15 de septiembre de 2018 | Pays d'Aix Natation | 15-9 | Dinamo Lviv |             |  |
|                          |                     |      |             | Árbitro(s): |  |

| 15 de septiembre de 2018 | Enka SK | 2-12 | BPM Sport Management |             |  |
|                          |         |      |                      | Árbitro(s): |  |

| 15 de septiembre de 2018 | Sportul Studenţesc | 12-7 | Dinamo Tbilisi |             |  |
|                          |                    |      |                | Árbitro(s): |  |

- Jornada 5

| 16 de septiembre de 2018 | Enka SK | 9-8 | Dinamo Lviv |             |  |
|                          |         |     |             | Árbitro(s): |  |

| 16 de septiembre de 2018 | Sportul Studenţesc | 7-11 | BPM Sport Management |             |  |
|                          |                    |      |                      | Árbitro(s): |  |

| 16 de septiembre de 2018 | Dinamo Tbilisi | 4-15 | Pays d'Aix Natation |             |  |
|                          |                |      |                     | Árbitro(s): |  |

#### Grupo B
| Pos. | Equipo      | Pt | P.J. | P.G. | P.E. | P.P. | G.F. | C.C. |
| ---- | ----------- | -- | ---- | ---- | ---- | ---- | ---- | ---- |
| 1    | Jadran H.N. | 12 | 4    | 4    | 0    | 0    | 63   | 24   |
| 2    | Estrasburgo | 9  | 4    | 3    | 0    | 1    | 43   | 30   |
| 3    | CN Terrassa | 6  | 4    | 2    | 0    | 2    | 47   | 32   |
| 4    | AZC Alphen  | 3  | 4    | 1    | 0    | 3    | 30   | 47   |
| 5    | Valletta    | 0  | 4    | 0    | 0    | 4    | 19   | 69   |

- Jornada 1

| 14 de septiembre de 2018 | CN Terrassa | 12-9                    | AZC Alphen |                                                           |                                                           |
|                          |             | ( 3-3, 3-1, 1-3 y 5-2 ) |            | Árbitro(s): Andras Nemeth (Hun), Nikolaos Boudramis (Gre) | Árbitro(s): Andras Nemeth (Hun), Nikolaos Boudramis (Gre) |

| 14 de septiembre de 2018 | Estrasburgo | 16-5 | Valletta |             |  |
|                          |             |      |          | Árbitro(s): |  |

- Jornada 2

| 14 de septiembre de 2018 | Valletta | 5-25 | Jadran H.N. |             |  |
|                          |          |      |             | Árbitro(s): |  |

| 14 de septiembre de 2018 | Estrasburgo | 12-6 | AZC Alphen |             |  |
|                          |             |      |            | Árbitro(s): |  |

- Jornada 3

| 15 de septiembre de 2018 | Jadran H.N. | 10-8 | CN Terrassa |             |  |
|                          |             |      |             | Árbitro(s): |  |

| 15 de septiembre de 2018 | AZC Alphen | 9-6 | Valletta |             |  |
|                          |            |     |          | Árbitro(s): |  |

- Jornada 4

| 15 de septiembre de 2018 | AZC Alphen | 6-17 | Jadran H.N. |             |  |
|                          |            |      |             | Árbitro(s): |  |

| 15 de septiembre de 2018 | Estrasburgo | 10-8 | CN Terrassa |             |  |
|                          |             |      |             | Árbitro(s): |  |

- Jornada 5

| 16 de septiembre de 2018 | Valletta | 3-19 | CN Terrassa |             |  |
|                          |          |      |             | Árbitro(s): |  |

| 16 de septiembre de 2018 | Estrasburgo | 5-11 | Jadran H.N. |             |             |
|                          | <5>         |      | <11>        | Árbitro(s): | Árbitro(s): |

### Segunda Ronda
- 16 equipos juegan en esta segunda ronda, los ganadores de la primera ronda junto a otros 8 equipos.[2]

#### Grupo C
- Los partidos se juegan en Herceg Novi.

| Pos. | Equipo             | Pt | P.J. | P.G. | P.E. | P.P. | G.F. | C.C. |
| ---- | ------------------ | -- | ---- | ---- | ---- | ---- | ---- | ---- |
| 1    | Jadran H.N.        | 9  | 3    | 3    | 0    | 0    | 41   | 18   |
| 2    | NO Vouliagmeni     | 6  | 3    | 2    | 0    | 1    | 26   | 19   |
| 3    | Sintez Kazan       | 3  | 3    | 1    | 0    | 2    | 27   | 36   |
| 4    | Sportul Studenţesc | 0  | 3    | 0    | 0    | 3    | 16   | 37   |

- Jornada 1

| 28 de septiembre de 2018 | Sintez Kazan | 8-10 | NO Vouliagmeni |             |  |
|                          |              |      |                | Árbitro(s): |  |

| 28 de septiembre de 2018 | Jadran H.N. | 15-5 | Sportul Studenţesc |             |  |
|                          |             |      |                    | Árbitro(s): |  |

- Jornada 2

| 29 de septiembre de 2018 | Sportul Studenţesc | 8-13 | Sintez Kazan |                                                           |  |
|                          |                    |      |              | Árbitro(s): Andras Nemeth (Hun), Nikolaos Boudramis (Gre) |  |

| 29 de septiembre de 2018 | Jadran H.N. | 8-7 | NO Vouliagmeni] |             |  |
|                          |             |     |                 | Árbitro(s): |  |

- Jornada 3

| 30 de septiembre de 2018 | NO Vouliagmeni | 9-3 | Sportul Studenţesc |             |  |
|                          |                |     |                    | Árbitro(s): |  |

| 30 de septiembre de 2018 | Jadran H.N. | - | Sintez Kazan |             |  |
|                          |             |   |              | Árbitro(s): |  |

#### Grupo D
- Los partidos se juegan en Sabadell.

| Pos. | Equipo               | Pt | P.J. | P.G. | P.E. | P.P. | G.F. | C.C. |
| ---- | -------------------- | -- | ---- | ---- | ---- | ---- | ---- | ---- |
| 1    | BPM Sport Management | 7  | 3    | 2    | 1    | 0    | 42   | 28   |
| 2    | CN Terrassa          | 5  | 3    | 1    | 2    | 0    | 36   | 26   |
| 3    | CN Sabadell          | 4  | 3    | 1    | 1    | 1    | 29   | 27   |
| 4    | OSC Potsdam          | 0  | 3    | 0    | 0    | 3    | 25   | 51   |

- Jornada 1

| 28 de septiembre de 2018 | CN Sabadell | 4-12 | BPM Sport Management |             |  |
|                          |             |      |                      | Árbitro(s): |  |

| 28 de septiembre de 2018 | OSC Potsdam | 6-16 | CN Terrassa |             |  |
|                          |             |      |             | Árbitro(s): |  |

- Jornada 2

| 29 de septiembre de 2018 | CN Sabadell | 18-8 | OSC Potsdam |                                                           |  |
|                          |             |      |             | Árbitro(s): Andras Nemeth (Hun), Nikolaos Boudramis (Gre) |  |

| 29 de septiembre de 2018 | BPM Sport Management | 13-13 | CN Terrassa |             |  |
|                          |                      |       |             | Árbitro(s): |  |

- Jornada 3

| 30 de septiembre de 2018 | CN Sabadell | 7-7 | CN Terrassa |             |  |
|                          |             |     |             | Árbitro(s): |  |

| 30 de septiembre de 2018 | BPM Sport Management | 17-11 | OSC Potsdam |             |  |
|                          |                      |       |             | Árbitro(s): |  |

#### Grupo E
- Los partidos se juegan en Oradea.

| Pos. | Equipo          | Pt | P.J. | P.G. | P.E. | P.P. | G.F. | C.C. |
| ---- | --------------- | -- | ---- | ---- | ---- | ---- | ---- | ---- |
| 1    | AN Brescia      | 9  | 3    | 3    | 0    | 0    | 43   | 16   |
| 2    | Estrasburgo     | 6  | 3    | 2    | 0    | 1    | 24   | 26   |
| 3    | CSM Digi Oradea | 3  | 3    | 1    | 0    | 2    | 21   | 31   |
| 4    | Enka Istanbul   | 0  | 3    | 0    | 0    | 3    | 14   | 29   |

- Jornada 1

| 28 de septiembre de 2018 | CSM Digi Oradea | 7-7 | Enka Istanbul |             |  |
|                          |                 |     |               | Árbitro(s): |  |

| 28 de septiembre de 2018 | Estrasburgo | 5-16 | AN Brescia |             |  |
|                          |             |      |            | Árbitro(s): |  |

- Jornada 2

| 29 de septiembre de 2018 | AN Brescia | 12-3 | Enka Istanbul |                                                           |  |
|                          |            |      |               | Árbitro(s): Andras Nemeth (Hun), Nikolaos Boudramis (Gre) |  |

| 29 de septiembre de 2018 | CSM Digi Oradea | 6-9 | Estrasburgo |             |  |
|                          |                 |     |             | Árbitro(s): |  |

- Jornada 3

| 30 de septiembre de 2018 | Enka Istanbul | 4-10 | Estrasburgo |             |  |
|                          |               |      |             | Árbitro(s): |  |

| 30 de septiembre de 2018 | CSM Digi Oradea | 8-15 | AN Brescia |             |  |
|                          |                 |      |            | Árbitro(s): |  |

#### Grupo F
- Los partidos se juegan en Aix-les-Bains.

| Pos. | Equipo               | Pt | P.J. | P.G. | P.E. | P.P. | G.F. | C.C. |
| ---- | -------------------- | -- | ---- | ---- | ---- | ---- | ---- | ---- |
| 1    | FTC Telekom Budapest | 9  | 3    | 3    | 0    | 0    | 41   | 18   |
| 2    | PK Jadran Split      | 6  | 3    | 2    | 0    | 1    | 37   | 35   |
| 3    | Pays d'Aix Natation  | 3  | 3    | 1    | 0    | 2    | 32   | 29   |
| 4    | AZC Alphen           | 0  | 3    | 0    | 0    | 3    | 21   | 49   |

- Jornada 1

| 28 de septiembre de 2018 | FTC Telekom Budapest | 17-7 | PK Jadran Split |             |  |
|                          |                      |      |                 | Árbitro(s): |  |

| 28 de septiembre de 2018 | Pays d'Aix Natation | 17-7 | AZC Alphen |             |  |
|                          |                     |      |            | Árbitro(s): |  |

- Jornada 2

| 29 de septiembre de 2018 | FTC Telekom Budapest | 14-7 | AZC Alphen |             |  |
|                          |                      |      |            | Árbitro(s): |  |

| 29 de septiembre de 2018 | Pays d'Aix Natation | 11-12 | PK Jadran Split |             |  |
|                          |                     |       |                 | Árbitro(s): |  |

- Jornada 3

| 30 de septiembre de 2018 | AZC Alphen | 7-18 | PK Jadran Split |             |  |
|                          |            |      |                 | Árbitro(s): |  |

| 30 de septiembre de 2018 | Pays d'Aix Natation | 4-10 | FTC Telekom Budapest |             |  |
|                          |                     |      |                      | Árbitro(s): |  |

### Tercera ronda
| Equipo 1             | Agr.  | Equipo 2       | Ida    | Vuelta |
| -------------------- | ----- | -------------- | ------ | ------ |
| FTC Telekom Budapest | 22-11 | NO Vouliagmeni | 10 - 4 | 12 - 7 |
| PK Jadran Split      | 17-15 | Jadran H.N.    | 11 - 9 | 6 - 6  |
| BPM Sport Management | 26-10 | Estrasburgo    | 10 - 4 | 16 - 6 |
| AN Brescia           | 16-13 | CN Terrassa    | 8 - 4  | 8 - 9  |

### Ronda preliminar

#### Grupo 1
| Pos. | Equipo               | Pt | P.J. | P.G. | P.E. | P.P. | G.F. | C.C. |
| ---- | -------------------- | -- | ---- | ---- | ---- | ---- | ---- | ---- |
| 1    | Pro Recco            | 33 | 11   | 11   | 0    | 0    | 151  | 72   |
| 2    | AN Brescia           | 23 | 11   | 7    | 2    | 2    | 101  | 77   |
| 3    | CN At. Barceloneta   | 22 | 11   | 7    | 1    | 3    | 111  | 98   |
| 4    | FTC Telekom Budapest | 19 | 11   | 6    | 1    | 4    | 114  | 89   |
| 5    | Dinamo de Moscú      | 15 | 11   | 5    | 0    | 6    | 118  | 106  |
| 6    | ZF Eger              | 12 | 11   | 4    | 0    | 7    | 108  | 137  |
| 7    | Steaua Bucarest      | 6  | 11   | 2    | 0    | 9    | 85   | 130  |
| 8    | VK Crvena Zvezda     | 0  | 11   | 0    | 0    | 11   | 69   | 148  |

#### Grupo 2
| Pos. | Equipo                       | Pt | P.J. | P.G. | P.E. | P.P. | G.F. | C.C. |
| ---- | ---------------------------- | -- | ---- | ---- | ---- | ---- | ---- | ---- |
| 1    | VK Jug Dubrovnik             | 29 | 11   | 9    | 2    | 0    | 125  | 84   |
| 2    | BPM Sport Management         | 23 | 11   | 7    | 2    | 2    | 102  | 91   |
| 3    | Olympiacos                   | 21 | 11   | 6    | 3    | 2    | 110  | 83   |
| 4    | Szolnoki Vízilabda Sportclub | 18 | 11   | 5    | 3    | 3    | 109  | 94   |
| 5    | PK Jadran Split              | 9  | 11   | 3    | 0    | 8    | 103  | 113  |
| 6    | Wasserfreunde Hannover       | 9  | 11   | 2    | 3    | 6    | 102  | 131  |
| 7    | HAVK Mladost                 | 8  | 11   | 2    | 2    | 7    | 94   | 121  |
| 8    | Spandau                      | 7  | 11   | 2    | 1    | 8    | 88   | 115  |